# With Blood Comes Cleansing
With Blood Comes Cleansing war eine 2005 gegründete christliche Deathcore-Band aus
Albany, Georgia.

## Bandgeschichte
Nachdem With Blood Comes Cleansing 2005 eine 6-Song-EP veröffentlicht hatten, bekamen sie einen Plattenvertrag bei Blood & Ink Records. Im Sommer 2006 erschien das Debütalbum Golgotha. Im Anschluss an die darauffolgende Tour wechselten sie zu Victory Records. Am 22. Januar 2008 erschien das zweite Album Horror. Die Band löste sich 2010 auf.

## Diskographie

### EPs
- 2005: 6 song EP (Eigenvertrieb)

### Alben
- 2006: Golgotha (Blood & Ink Records)
- 2008: Horror (Victory Records)